# Pałac w Mosarzu
Pałac Brzostowskich w Mosarzu – pałac, który znajdował się w Mosarzu na Białorusi, ufundowany przez Roberta i Annę Brzostowskich. Został zbudowany w latach 1775–1790. W latach 70. XIX w. pałac kupił Edmund Piłsudski i odtąd należał do Piłsudskich. Pałac został spalony 24 listopada 1918 roku. W dwudziestoleciu międzywojennym istniały ruiny pałacu. Zachował się zespół budynków gospodarczych folwarku, użytkowany przez mosarski zakład lniarski oraz park.

## Historia
W drugiej połowie XVIII w. właścicielem dóbr Mosarz został najmłodszy syn Józefa Brzostowskiego, pisarza litewskiego i jego drugiej żony, Ludwiki Sadowskiej – Robert Brzostowski (ur. 1748), kasztelan połocki, od 1773 r. żonaty z Anną Plater, kasztelanką trocką.
24 listopada 1918 r. pałac został spalony. Do okresu międzywojennego przetrwały tylko ruiny zewnętrzne, z wmurowaną we frontową elewację pałacu tablicą, mówiącą o tym, że Stefan Batory idąc na Psków nocował w tym domu.

## Architektura
Dwukondygnacyjny pałac został zbudowany na rzucie długiego, regularnego prostokąta. Miał dwie kondygnacje, na parterze znajdowała się część reprezentacyjna, na piętrze mieszkalna. Widoczne to było np. w kształcie okien, wysokich w dolnej kondygnacji, a znacznie niższych w kondygnacji górnej. Elewacje dłuższe pałacu za pomocą wydatnych kanelowanych pilastrów otrzymały pionowy podział na siedem odcinków. Przy najszerszym środkowym, trójosiowym ustawiony został wysoki portyk z czterema kolumnami o przekroju czworoboku, dźwigającymi gładkie belkowanie i trójkątny ogzymsowany szczyt. Pod portykiem mieścił się balkon. Dwa odcinki po obu stronach portyku były szerokości dwóch osi, natomiast skrajne zamykały tylko oś jedną.
Identyczny podział zastosowany został także w elewacji tylnej, gdzie jednak portyk zastąpiono przez wysoki taras z szerokimi schodami wiodącymi do parku. Pięcioosiowe elewacje boczne otrzymały po cztery pilastry, dzielące je na węższe odcinki. Wszystkie zewnętrzne ściany pałacu miały początkowo horyzontalny podział pasów, na przemian jasnych i ciemniejszych, zastąpiony później przez naśladownictwo boni utrzymanych w kolorze ciemnym. Kolumny oraz inne szczegóły dekoracyjne pozostały jednak białe. Pilastry wspierały mocno zarysowaną opaskę, przechodzącą w profilowany gzyms wieńczący. Pałac nakrywał wysoki, gładki, czterospadowy dach gontowy.

## Wnętrze
Dobrze znany jest wygląd sali „królewskiej”, ponieważ został udokumentowany fotograficznie. Cała sala była ornamentowana. Ściany utrzymane były w kolorze bladoniebieskim. W ich górnych partiach, w polach ujętych w duże kwadratowe ramy, w równych od siebie odstępach, mieściły się owalne medaliony z wyobrażeniem wszystkich królów i królowych polskich, poczynając od Piastów. Prostokątne pola supraport wypełniały sceny batalistyczne. W jednym z rogów, stał oryginalny piec w postaci piramidy, umieszczonej na pięciu kulach, wspartych na czworo-graniastej podstawie. Znajdował się na nim tablica z napisem: Memorie principum regumque Poloniarum nec non illustrum virorum 1791. W części górnej umieszczona była płaskorzeźba wyobrażająca Pogoń. Po przeciwległej stronie sali stał kominek klasycystyczny z popiersiem króla Stanisława Augusta. Dekoracjami pokryto również plafon sali „królewskiej" z płaskorzeźbą polskiego orła.
Na zdjęciu sali balowej, widać kominek z czarnego marmuru, typu raczej barokowego oraz niszę z posążkiem Pallas Ateny.
Kominek w innej sali o nieznanym przeznaczeniu, ozdobiony był w górnej części wielką płaskorzeźbą przedstawiającą Samsona.
Jeden z pokoi dekorowany był w stylu modnej x XVIII w. chińszczyzny. Na kominku umieszczona została kompozycja figuralna, siedzący mężczyzna ubrany w sposób wschodni oraz czterech mężczyzn poniżej. Być może, iż miało to być wyobrażenie Konfucjusza i jego uczniów, skoro na cokole znalazła się wypisana sentencja: Le sage est son censeur le plus sevėre. II est son accusateur, son temoin et son juge. Conf. Supraporty w tym pokoju miały jako motywy również sceny z życia Chińczyków.  
Wydaje się, że bogaty wystrój otrzymały wszystkie pokoje dolnej kondygnacji pałacu, choć w każdym pomieszczeniu nadano im inny wyraz i styl. W subtelnie modelowanych ramach, na ścianach i sufitach, mieściły się płaskorzeźbione sceny batalistyczne, dotyczące dziejów Polski, biblijnych lub antycznych. W niektórych kompozycjach przeplatały się elementy wystroju geometrycznego z groteską, światem roślinnym i zwierzęcym. Supraporty miały przeważnie kształt prostokątny, ale nie brakło też owalnych. W sklepionych, przeważnie niewielkich niszach mieściły się najrozmaitsze postacie alegoryczne. W całości dominował styl Ludwika XVI w jego polskiej wersji, choć w tradycji ostatnich właścicieli utrwaliło się przekonanie, że do budowy pałacu sprowadzono Włochów. Jako jedną z hipotez można przyjąć, że istotnie pracowali oni przy dekoracji wnętrz. Wykluczyć natomiast należy ich udział przy wznoszeniu pałacu, zbyt ciężkiego i pozbawionego z zewnątrz jakiejkolwiek finezji.
Głównym akcentem ogrodu pałacowego były stare aleje dębowe.

Galeria
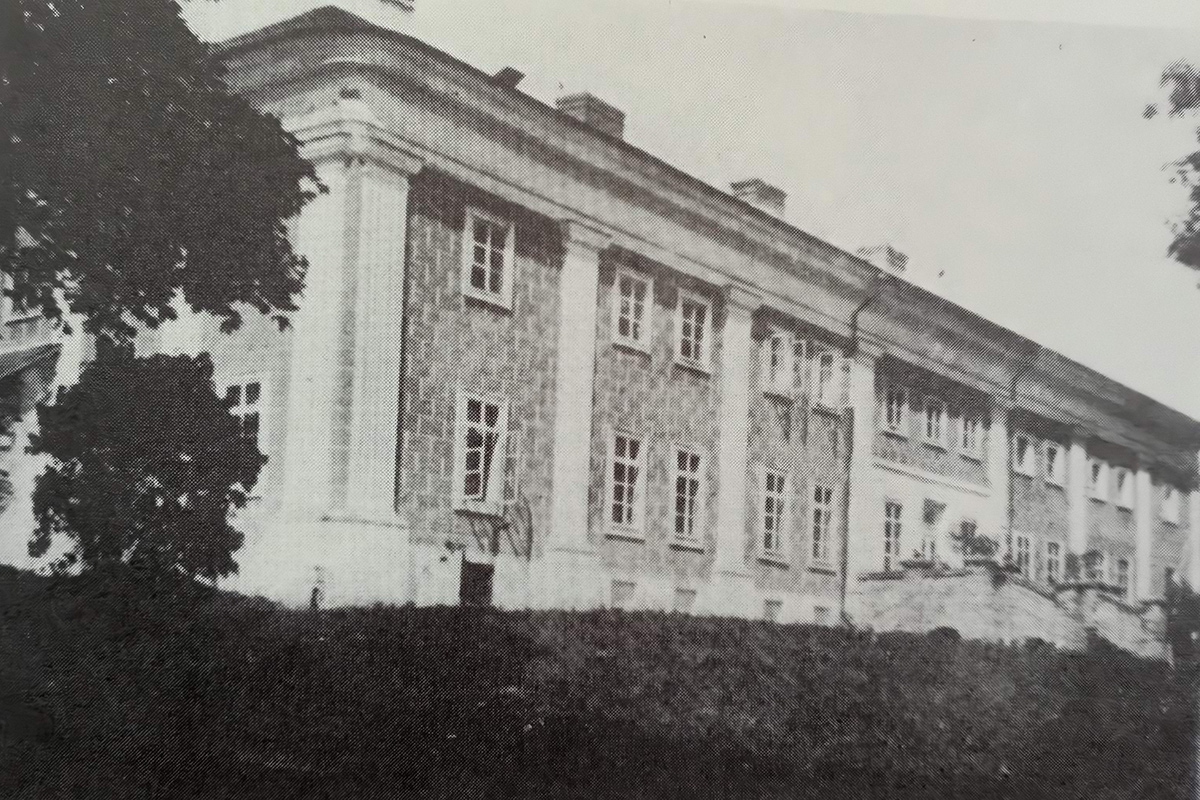
Elewacja ogrodowa pałacu w 1915 roku
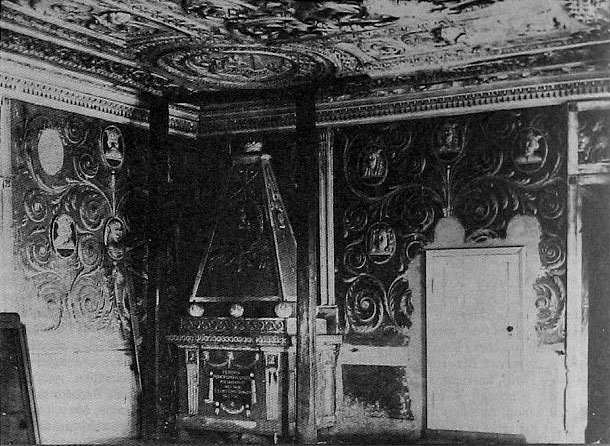
Fragment sali "królewskiej" około 1914 roku